# Bodast
I Bodast sono un gruppo di rock progressivo/psichedelico inglese attivo negli ultimi anni sessanta. Per un breve periodo il gruppo fu anche noto col nome Canto e sono principalmente ricordati per essere stati l'ultimo gruppo del chitarrista Steve Howe prima che si unisse agli Yes. Il gruppo nacque nel 1968; la formazione originale comprendeva, oltre a Steve Howe, Bobby Woodman (vero nome Bobby Clarke) alla batteria e Dave Curtis (talvolta trascritto come Curtiss) alla voce, da cui il nome del gruppo (composto con le prime due lettere del nome di ciascuno dei membri). Sia Woodman che Curtis provenivano da una band chiamata Roundabout, che in seguito si trasformò nella prima incarnazione dei Deep Purple. Più tardi si unìrono alla formazione il chitarrista Clive Maldoon (vero nome Clive Skinner) e Bruce Thomas al basso.
A differenza dei Tomorrow, il gruppo precedente di Howe, i Bodast suonarono pochissimo dal vivo, dedicandosi quasi esclusivamente alla registrazione di quello che avrebbe dovuto essere il loro primo album, per l'etichetta discografica Tetragrammaton (allora anche etichetta dei Deep Purple). Per lealtà verso i Bodast, Howe rifiutò diverse offerte da parti di gruppi poi diventati celebri, quali i Nice di Keith Emerson e i Jethro Tull.
La Tetragrammaton, però, fallì prima che l'album potesse essere pubblicato. Le registrazioni (in parte stereo e in parte mono) furono però in seguito recuperate e pubblicate negli anni ottanta, in due edizioni: The Early Years - Steve Howe with Bodast e Spectral Nether Street. Delle due, la seconda è la più completa, e comprende anche brani firmati dal gruppo, all'epoca, col nome "Canto". Alcuni brani dei Bodast compaiono inoltre nella raccolta di materiale giovanile di Howe pubblicata col titolo Mothballs. Fra i brani più noti dei Bodast va citata Nether Street, che comprende il giro di chitarra che in seguito divenne Würm, una delle sezioni della celebre Starship Trooper degli Yes (The Yes Album, 1971).
The Early Years fu prodotto da Keith West, che aveva suonato precedentemente con Howe nei Tomorrow.